# Гидразосоединения
Гидразосоединения — 1,2 диарилгидразины, соединения, содержащие гидразогруппу −NH−NH−, связанную с двумя ароматическими, обычно одинаковыми, радикалами Ar−NH−NH−Ar', а также их N-заменщенные производные Ar−NR−NR'−Ar'.
Название происходит от их предшественников - азосоединений Ar-N=N-Ar, из которых они синтезируются восстановллением (гидрированием).

## Номенклатура
- Если в замещающих радикалах нет приоритетных групп, то соединение называют как замещённые производные гидразина, например, 1-метил-2-фенилгидразин.
- Если есть приоритетная группа, то группа −NH−NH− обозначается приставкой гидрази- (гидразино), например п-(N'-метилгидразино)бензойная кислота.
- Если группа −NH−NH− присоединена к одному и тому же атому, то она обозначается приставкой гидрази-, например гидразиуксусная кислота.

## Получение
Ароматические гидразосоединения получают восстановлением нитросоединений в щелочной среде (цинковой пылью или электролитически):
2 Ar−NO2 + 8 [H] → Ar−NH−NH−Ar + 4 H2O

## Свойства
При действии сильных восстановителей ароматические гидразосоединения образуют амины:
Ar−NH−NH−Ar + 2 H → 2 ArNH2
Кислородом и другими окислителями гидразосоединения окисляются до азосоединений:
Ar−NH−NH−Ar → Ar−N=N−Ar
Под действием минеральных кислот ароматические гидразосоединения изомеризуются в диаминодифенилы - бензидины (Бензидиновая перегруппировка):
При наличии в двух пара-положениях бензольных колец замещенного гидразобензола неотщепляющихся заместителей, делающих невозможной классическую бензидиновую группировку, происходит семидиновая (полубензидиновая) перегруппировка, ведущая к образованию производных 2-аминодифениламинов (семидинов). В случае, когда в исходном 1,2-дифенилгидразине занято только одно из пара-положений, то продуктом перегруппировки, в зависимости от природы заместителя, может быть 2,4'-диаминодифенил или семидин:

R= Hal, Alk, AlkO, NH2, NMe2

## Представители
- 1,2-дифенилгидразин (гидразобензол) — наиболее простое ароматическое гидразосоединение, C6H5−NH−NH−C6H5, открыто Н. Н. Зининым (1845). Бледно-жёлтые кристаллы с температурой плавления 126—131 °С.
- 1-фенил-2-этилгидразин.

## Применение
Практическое значение имеют ароматические гидразосоединения. Ar−NH−NH−Ar — кристаллические бесцветные вещества с очень слабыми основными свойствами, нерастворимые в воде, растворимые в спирте, эфире, бензоле. 
Ароматические гидразосоединения получают в больших количествах как промежуточные продукты при производстве бензидина и его производных (толидина, дианизидина и др.), являющихся важными исходными веществами для получения азокрасителей.